# Pierre Zarcate
Pierre Zarcate est un peintre et plasticien français, né à Paris le 24 février 1951 où il est mort le 19 mars 2009.

## Biographie
Dans les années 70, Pierre Zarcate est résident de la Ruche, cité d’artiste dans le XVeme arrondissement de Paris, au même moment qu’Eduardo Arroyo, Jean-Paul Chambas, Gérard Fromanger et Ernest Pignon-Ernest.
Il réalise des œuvres sur papier, dessins et aquarelles figuratives.
Dès 1975, la galerie Chiron à Paris expose ses œuvres et à partir de 1978, le marchand d’art Karl Flinker soutient et expose son travail.
Après cette période figurative, Pierre Zarcate aborde l'abstraction avec la Série Noire, à la fin des années 80, structure d’aplats noirs sur de la toile brute. Il développe ensuite une abstraction colorée à la suite d'un voyage marquant en Égypte à la fin des années 90.
Cette période aboutit à une révolution esthétique, les Trames, réseau saturé de couleurs et chaos organisé qui inaugure sa période fractale et sa participation au groupe Fractal. En 1997, il rédige les dix propositions du Manifeste fractaliste avec entre autres les artistes Jean-Claude Meynard, Miguel Chevalier, Pascal Dombis, Carlos Ginzburg, Yvan Rebyj… Ils forment le groupe Fractal avec une dizaine d’artistes, commissaires et critiques d'art. Pierre Zarcate expose en 1999 lors d’une rétrospective personnelle Trames et Drames au Musée de Mantes-la-Jolie. 
À partir de 2000, Pierre Zarcate commence un nouveau mode de représentation et se tourne vers d’autres média que la peinture. Les Images Monde sont des montages d’éditions photographiques autour d'un motif - thème (nudité, guerre, Afrique, Asie, jazz...). En 2008, la Villa Tamaris à la Seyne-sur-Mer expose une rétrospective de ce travail à travers une centaine d’œuvres de tailles et volumes variés.
L’artiste a développé un travail de recherche formel et gestuel à l’encre de Chine sur papier qui a jalonné et nourri toutes les périodes de son œuvre. 
Pierre Zarcate a également enseigné le dessin dès les années 1970 dans des écoles d’art et de design telles que Penninghen, ESMOD, Camondo et a fondé le département représentation (dessin) à l’école d’architecture de la ville et des territoires de Marne-la-Vallée.